# Tadrès
Der Tadrès (auch: Taderass, Tadras, Tadress) ist eine Landschaft in Niger.

## Geographie
Die Landschaft liegt in Zentral-Niger. Südwestlich des Tadrès befindet sich die Landschaft Ader und im Norden die Landschaft Irhazer. Die nördliche Begrenzung des Tadrès wird von der Geländestufe Tiguidit gebildet. Die Landschaft erstreckt sich über Teile der Gemeinden Aderbissinat, Ingall, Tamaya, Tarka, Tassara und Tchintabaraden. Wichtige Siedlungen sind Tchintaborak in der Gemeinde Aderbissinat, Agabargabar, Aggock, Amataltal, Emalolo, Injagarane und Mazababou in der Gemeinde Ingall, Abouhaya, Tofaminir und der Gemeindehauptort Tamaya in der Gemeinde Tamaya, Eghadé in der Gemeinde Tarka sowie Inagar in der Gemeinde Tchintabaraden.
Klimatisch gehört der Tadrès zur nördlichen Sahelzone. Er bildet eine weitläufige Ebene mit felsigen Aufschlüssen, kleinen Dünen und Trockentälern. Die nur eingestreut auftretende Vegetation wird von den Süßgräsern Cenchrus biflorus und Panicum turgidum dominiert. Entlang der Trockentäler finden sich Galeriewälder, in denen Akazien und 
Filzblättrige Jujuben gedeihen. Die Baumart Commiphora africana, nach deren lokaler Bezeichnung Adress der Tadrès benannt ist, ist im Schwinden begriffen.

## Geschichte
Ein archäologischer Fundplatz aus der Jungsteinzeit ist Taferjit.
Noch in der französischen Kolonialzeit wurde 1951 die Réserve du Mouflon im Tadrès eingerichtet, ein Schutzgebiet für Mufflons. Aus diesem ging 1954 das Schutzgebiet Réserve d’Aderbissinat und schließlich das 1.600.000 Hektar große Tierschutzreservat Réserve totale de faune de Tadrès hervor. Das Reservat wurde vor 2010 wieder aufgelöst.
In der Schweiz wurde 2005 der Verein Taderass gegründet, mit dem Ziel Hilfsprojekte für die Tuareg-Nomaden in der Region zu organisieren und zu koordinieren.

## Wirtschaft
Der Tadrès ist für die Viehwirtschaft wichtig. Durch die Landschaft wird Vieh zum jährlichen Nomadentreffen Cure Salée im Norden getrieben. Überweidung, Erosion und unregelmäßige Niederschläge schränken die ganzjährige Verfügbarkeit von Futter ein.